# Isaac Mizrahi
Isaac Mizrahi (New York, 14 ottobre 1961) è uno stilista statunitense, direttore creativo di Liz Claiborne. Vive e lavora a New York.

## Biografia
Isaac Mizrahi, che proviene da una famiglia ebrea siriana, ha studiato presso la Parsons School for Design di New York. Nel 1987 Mizrahi ha presentato la sua prima collezione presso la catena di grandi magazzini di New York Goodman Bergdorf. In seguito ha lavorato per Chanel, fino a quando nel 2008 ha iniziato a lavorare per Liz Claiborne. Nel 1991 Mizrahi ha vinto il premio come miglior stilista di abbigliamento femminile da parte del Council of Fashion Designers of America. Fra le clienti celebri di Mizrahi si possono citare Nicole Kidman, Selma Blair, Julia Roberts, Sarah Jessica Parker, Debra Messing e Natalie Portman, fra le altre.
Durante gli anni novanta, Mizrahi ha preso parte a vari show televisivi statunitensi. Nel 1996 ha prodotto il documentario Sbottonate, in cui aveva mostrato lo sviluppo della sua collezione moda della primavera del 1994, che vinse i riconoscimenti come "miglior montaggio per un documentario" dall'American Cinema Editors ed il premio come miglior documentario al Sundance Film Festival.
Nella primavera del 2006, ha condotto sul canale televisivo statunitense Style Network, il proprio show intitolato Isaac. Ad esso è seguito un altro show sulla stessa rete, intitolato Oxygen. Ha inoltre fatto brevi apparizioni in alcune serie televisive come Sex on the City e Spin City. Nel 2009 ha condotto insieme a Kelly Rowland la prima stagione di The Fashion Show in onda su Bravo TV..
Dal 2012 partecipa come giudice fisso (insieme a Giorgina Chapman) al programma americano Project Runway All Stars(serie spin-off di Project Runway), condotto dalla supermodella  Angela Lindvall e giunto oramai alla sua terza edizione.